# Simon Kimbangu
Simon Kimbangu, né le 12 septembre 1887 à Nkamba dans l'actuel Kongo Central et mort le 12 octobre 1951 dans la ville d'Élisabethville, est considéré par ses fidèles comme un « envoyé spirituel » congolais. 
Il devient prédicateur dans les années 1920 et fonde en 1921 à Nkamba un mouvement religieux qui donnera naissance au kimbanguisme. Arrêté et jugé, il meurt après une longue détention d'une trentaine d'années. Son action a généré l'émergence de cette église kimbanguiste qui perdure et rend visible également un mouvement de nature plus politique contre le pouvoir colonial, qui a pris ensuite d'autres formes.

## Biographie
Simon Kimbangu est né le 12 septembre 1887 à Nkamba,. Il est baptisé par la Baptist Missionary Society en 1915 et est formé pour devenir catéchiste. En 1919, il part à Léopoldville dans l'espoir d'y trouver du travail et cherche sans succès de se faire embaucher par les Huileries du Congo belge. Il se rend chez une femme, dont il entend dire qu'elle est gravement malade et il l'a guérie par imposition des mains. Au cours des semaines suivantes, il guérit plusieurs personnes,.
Les nouvelles des guérisons se répandent, et attirent beaucoup de monde à Nkamba, ce qui alarme les autorités coloniales, en l'occurrence Léon Morel (en), commissaire de district. Le 6 juin 1921, à la tête d'une colonne de la Force publique, il se rend à Nkamba en vue d'appréhender Simon Kimbangu. La tentative échoue et Kimbangu parvient à s'enfuir. Néanmoins, plusieurs dirigeants du mouvement sont arrêtés et emmenés à Thysville. Les soldats de Morel ayant tiré à balles réelles, on relève un mort et plusieurs blessés.
En septembre 1921, Kimbangu se rend spontanément aux autorités coloniales. Celles-ci le traduisent devant un conseil de guerre. Ce procès s'appuie sur « un acte d'accusation faussé, une procédure arbitraire » selon le Centre de recherche et d'information socio-politiques. Au bout de trois jours, il est condamné à mort,,, à la suite d'un jugement qui cite les propos de Simon Kimbangu indiquant que « la colonisation allait finir et devait finir »,. Le Roi Albert Ier décide de commuer sa peine en détention à perpétuité,,. Les autorités coloniales transfèrent Kimbangu à la prison d'Élisabethville au Katanga. Il y reste enfermé jusqu'à sa mort le 12 octobre 1951,,.

## Héritage
Après la condamnation de Kimbangu, les autorités coloniales tentent de briser son mouvement, notamment en reléguant ses principaux disciples dans d'autres régions du pays. Toutefois, malgré cette répression, le mouvement ne cesse de gagner en importance. Une des hypothèses, de sociologues comme Georges Balandier ou encore Susan Asch, est que ce type de mouvement traduit, avant l'émergence de mouvements pour l'indépendance, la volonté des populations colonisées de reprendre l'initiative. Ne pouvant le faire sur le plan politique, elles expriment cette volonté sur le plan religieux et retournent le discours des missionnaires chrétiens contre le pouvoir colonial,,,.
En 2021, environ 10 % des croyants congolais se réclament de l'église Kimbanguiste. À l'époque contemporaine, cette église s'institutionnalise. Elle s'est établie dans plusieurs pays. À la mort de Simon Kimbangu, c'est son fils Joseph Diangienda qui prend la tête de l'église jusqu'à sa mort survenue le 8 juillet 1992, avant d'être remplacé par son frère Paul Salomon Dialungana Kiangani (1992-2001) puis par son petit-fils Simon Kimbangu Kiangani.